# Mécanique quantique du voyage dans le temps
L'étude théorique du voyage dans le temps suit généralement les lois de la relativité générale. La mécanique quantique exige des physiciens de résoudre des équations décrivant le comportement des probabilités le long des courbes fermées de type temps (CTC), des boucles théoriques dans l'espace-temps qui pourraient permettre de voyager dans le temps,,.
Dans les années 1980, Igor Novikov a proposé le principe de cohérence. Selon ce principe, tout changement apporté par un voyageur temporel dans le passé ne doit pas créer de paradoxes. Si un voyageur temporel essaie de changer le passé, les lois de la physique garantissent que l'histoire reste cohérente. Cela signifie que les résultats des événements seront toujours alignés avec les actions du voyageur de manière à empêcher toute contradiction.
Cependant, le principe de cohérence de Novikov peut être incompatible lorsqu'il est considéré avec certaines interprétations de la mécanique quantique, en particulier deux principes fondamentaux de la mécanique quantique, l'unitarité et la linéarité. L'unitarité garantit que la probabilité totale de tous les résultats possibles dans un système quantique est toujours égale à 1, préservant ainsi la prévisibilité des événements quantiques. La linéarité garantit que l'évolution quantique préserve les superpositions, permettant aux systèmes quantiques d'exister dans plusieurs états simultanément.
Il existe deux principales approches pour expliquer le voyage dans le temps quantique tout en incorporant la cohérence de Novikov. La première approche utilise des matrice densité pour décrire les probabilités des différents résultats dans les systèmes quantiques, fournissant un cadre statistique capable d'accueillir les contraintes des CTC. La seconde approche implique des vecteurs d'état qui décrivent l'état quantique d'un système. Cette approche conduit parfois à des concepts qui s'écartent de la compréhension conventionnelle de la mécanique quantique.

## La proposition de Deutsch pour les courbes fermée de type temps (CTC)
En 1991, David Deutsch a proposé une méthode pour expliquer comment les systèmes quantiques interagissent avec les courbes fermée de type temps (CTC) en utilisant des équations d'évolution temporelle. Cette méthode vise à résoudre des paradoxes comme le paradoxe du grand-père,, qui suggère qu'un voyageur temporel qui empêche sa propre naissance créerait une contradiction. Une interprétation de l'approche de Deutsch est qu'elle implique que le voyageur temporel pourrait finir dans un univers parallèle plutôt que dans le sien, bien que le formalisme lui-même ne nécessite pas explicitement l'existence d'univers parallèles.

### Présentation de la méthode
Pour analyser le système, Deutsch l'a divisé en deux parties: un sous-système en dehors de la CTC et la CTC elle-même. Pour décrire l'évolution combinée des deux parties au fil du temps, il a utilisé un opérateur unitaire (U). Cette approche repose sur un cadre mathématique spécifique pour décrire les systèmes quantiques. L'état général est représenté en combinant les matrices de densité (ρ) du sous-système et de la CTC à l'aide d'un produit tensoriel (⊗). Il convient de noter que Deutsch a supposé l'absence de corrélation initiale entre ces deux parties. Bien que cette hypothèse rompe la symétrie temporelle (ce qui signifie que les lois de la physique ne se comporteraient pas de la même manière dans le sens du temps et dans le sens inverse), Deutsch la justifie en utilisant des arguments issus de la théorie de la mesure et du deuxième principe de la thermodynamique.
La proposition de Deutsch utilise l'équation clé suivante pour décrire la matrice de densité de point fixe (ρCTC) pour la CTC:
{\displaystyle \rho _{\text{CTC}}={\text{Tr}}_{A}\left[U\left(\rho _{A}\otimes \rho _{\text{CTC}}\right)U^{\dagger }\right]} .
L'évolution unitaire impliquant à la fois la CTC et le sous-système externe détermine la matrice de densité de la CTC comme un point fixe, comme représenté par cette équation. L'opération de trace ({\displaystyle {Tr}_{A}}) indique que nous considérons la trace partielle sur le sous-système en dehors de la CTC, en nous concentrant sur l'état de la CTC elle-même.

### Assurer la cohérence
La proposition de Deutsch garantit que la CTC retourne toujours à un état auto-cohérent après une boucle. Cela signifie que l'état global de la CTC reste cohérent. Cependant, cela soulève des inquiétudes. Si un système conserve des souvenirs après avoir traversé la CTC, cela pourrait créer des scénarios complexes où il semble avoir vécu différents passés possibles.
De plus, la méthode de Deutsch pourrait ne pas fonctionner avec les calculs de probabilité courants en mécanique quantique, comme les intégrales de chemin, à moins de prendre en compte la possibilité que le système emprunte différents chemins menant tous au même résultat. Il peut également y avoir plusieurs solutions (points fixes) pour l'état du système après la boucle, introduisant une forme de hasard (indéterminisme). Deutsch a suggéré d'utiliser la solution avec l'entropie la plus élevée, ce qui correspond à la tendance naturelle des systèmes à évoluer vers des états d'entropie plus élevés.
Pour calculer l'état final en dehors de la CTC, une opération mathématique spécifique (la trace) considère uniquement l'état du système externe après l'évolution combinée du système externe et de la CTC. Le produit tensoriel (⊗) des matrices de densité des deux systèmes décrit cette évolution combinée. Ensuite, un opérateur d'évolution temporelle unitaire (U) est appliqué à l'ensemble du système.

### Implications et critiques
L'approche de Deutsch a des implications intrigantes pour les paradoxes comme le paradoxe du grand-père. Considérons un scénario dans lequel tout, sauf un seul qubit quantique, traverse une machine à temps et inverse sa valeur selon un opérateur spécifique:
{\displaystyle U={\begin{pmatrix}0&1\\1&0\end{pmatrix}}} .
Deutsch soutient que la solution maximisant l'entropie de von Neumann (en) (une mesure du degré de brouillage ou de mélange de l'information dans le qubit) est la plus pertinente. Dans ce cas, le qubit devient un mélange de départ à 0 et d'arrivée à 1, ou vice versa. L'interprétation de Deutsch, qui peut s'aligner avec la vision des mondes multiples de la mécanique quantique, évite les paradoxes car le qubit voyage vers un univers parallèle différent après avoir interagi avec la CTC.
Les chercheurs ont exploré le potentiel des idées de Deutsch. Le voyage dans le temps CTC de Deutsch, s'il est possible, pourrait permettre aux ordinateurs proches d'une machine à temps de résoudre des problèmes bien au-delà des ordinateurs classiques, mais la faisabilité des CTC et du voyage dans le temps reste un sujet de débat et des recherches supplémentaires sont nécessaires,.
Malgré son caractère théorique, la proposition de Deutsch a fait l'objet de critiques importantes. Par exemple, Tolksdorf et Verch ont démontré que des systèmes quantiques sans CTC peuvent toujours atteindre le critère de Deutsch avec une grande précision,. Cette découverte jette le doute sur l'unicité du critère de Deutsch pour les simulations quantiques des CTC telles que théorisées en relativité générale. Leurs recherches ont montré que des systèmes classiques régis par la mécanique statistique pouvaient également répondre à ces critères, ce qui implique que les particularités attribuées à la mécanique quantique pourraient ne pas être essentielles pour simuler les CTC. Sur la base de ces résultats, il semble que le critère de Deutsch ne soit pas spécifique à la mécanique quantique et ne constitue peut-être pas un bon moyen de déterminer les possibilités de voyage dans le temps réel ou la manière dont la mécanique quantique pourrait le rendre possible. Par conséquent, Tolksdorf et Verch affirment que leurs résultats remettent en question la validité de l'explication de Deutsch de son scénario de voyage dans le temps à l'aide de l'interprétation des mondes multiples.

## Proposition de Lloyd: post-sélection et voyage dans le temps avec les CTC
Seth Lloyd a proposé une approche alternative du voyage dans le temps avec des courbes temporelles fermées (CTC), basée sur la «post-sélection» et les intégrales de chemin,. Les intégrales de chemin sont un outil puissant en mécanique quantique qui implique de sommer les probabilités sur toutes les manières possibles dont un système pourrait évoluer, même si ces chemins ne suivent pas strictement une seule ligne temporelle,. Contrairement aux approches classiques, les intégrales de chemin permettent des histoires cohérentes même avec les CTC. Lloyd soutient qu'il est plus pertinent de se concentrer sur l'état du système en dehors de la CTC.
Il propose une équation qui explique la transformation de la matrice de densité, représentant l'état du système en dehors de la CTC, après une boucle temporelle:
{\displaystyle \rho _{f}={\frac {C\rho _{i}C^{\dagger }}{{\text{Tr}}\left[C\rho _{i}C^{\dagger }\right]}}}, où {\displaystyle C={\text{Tr}}_{\text{CTC}}\left[U\right]} .
Dans cette équation:
- {\displaystyle \rho _{f}} est la matrice de densité du système après interaction avec la CTC.
- {\displaystyle \rho _{i}} est la matrice de densité initiale du système avant la boucle temporelle.
- {\displaystyle C} est un opérateur de transformation dérivé de l'opération de trace sur la CTC, appliqué à l'opérateur d'évolution unitaire {\displaystyle U} .

La transformation repose sur la trace, une opération mathématique spécifique au sein de la CTC qui réduit une matrice complexe à un seul nombre. Si ce terme de trace est nul ({\displaystyle {\text{Tr}}\left[C\rho _{i}C^{\dagger }\right]=0}), l'équation n'a pas de solution, indiquant une incohérence comme le paradoxe du grand-père. Inversement, une trace non nulle conduit à une solution unique pour l'état du système externe.
Ainsi, l'approche de Lloyd garantit la cohérence et évite les paradoxes en n'autorisant que les histoires compatibles avec les états initial et final du système. Cela s'aligne avec le concept de post-sélection, où seuls certains résultats sont pris en compte en fonction de critères prédéterminés, filtrant efficacement les scénarios paradoxaux.

## Entropie et calcul
Michael Devin (2001) a proposé un modèle incorporant les courbes temporelles fermées (CTC) dans la thermodynamique, suggérant ainsi une manière potentielle de résoudre le paradoxe du grand-père. Ce modèle introduit un facteur de «bruit» pour rendre compte des imperfections du voyage dans le temps, proposant un cadre susceptible d'éviter paradoxes.
Le modèle de Devin postule que chaque cycle de voyage dans le temps impliquant un qubit quantique transporte une forme utilisable d'énergie, appelée «néguentropie» (entropie négative, représentant une diminution du désordre). Le modèle suggère que la quantité de néguentropie est proportionnelle au niveau de bruit introduit lors du voyage dans le temps. Cela implique qu'une machine à temps pourrait potentiellement extraire du travail d'un bain thermique proportionnellement à la néguentropie générée.
De plus, le modèle de Devin indique qu'une machine à temps pourrait réduire considérablement l'effort de calcul requis pour résoudre des problèmes complexes, tels que le craquage de codes par essai et erreur. Les CTC pourraient permettre un processus de calcul plus efficace car le système peut effectivement «réutiliser» les informations provenant de différentes chronologies, conduisant à des capacités de résolution de problèmes plus rapides.
Cependant, le modèle prédit également que lorsque le niveau de bruit approche de zéro, l'énergie utilisable et la puissance de calcul deviennent infiniment grandes. Cela implique que les classes de complexité computationnelle conventionnelles, qui catégorisent les problèmes en fonction de leur difficulté pour les ordinateurs classiques, pourraient ne pas s'appliquer aux machines à temps avec des niveaux de bruit très faibles. Le modèle de Devin est entièrement théorique et spéculatif et n'a pas été confirmé par des preuves expérimentales.